# دیگ رستم
دیگ رستم، روستایی از توابع بخش دیهوک شهرستان طبس در استان خراسان جنوبی ایران است.

## جمعیت
این روستا در دهستان کویر قرار دارد و براساس سرشماری مرکز آمار ایران در سال ۱۳۸۵، جمعیت آن زیر سه خانوار بوده‌است.